# Järnoxidgult

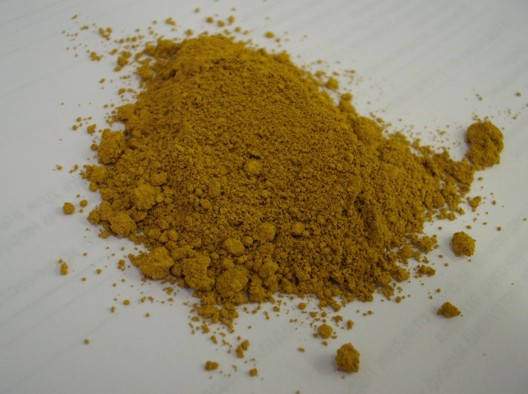
Järnoxidgult

Järnoxidgult, marsgult, oxidgult, järngult eller konstgjord ockra, är några av de många namnen på en rad ockraliknande pigment där färgande beståndsdelen utgörs av järnhydroxid. I den internationella pigmentdatabasen Colour Index har de syntetiska gula järnoxiderna (som bland annat omfattar pigment benämnda ockra och sienna) benämningen PY42 och nummer C.I. 77492.
Järnoxidgult framställs genom fällning ur en lösning av järnsulfat med kalk eller soda och oxidation av den då erhållna gröna fällningen som består av järnhydrat. Oxidationen kan ske genom luftens inverkan.
Järnoxidgult har länge fått användning som ersättning för naturockra på grund av renare färgtoner samt större täckförmåga och färgstyrka. Konstgjord ockra kan också vara järnoxidgult tillsatt med lämpligt fyllnadsämne som t.ex. krita eller tungspat.. Idag är järnoxidgult ett av de pigment som normalt ingår i färgtillverkarnas brytsystem för målarfärg.
Genom glödgning av järngult ändras nyansen så småningom till rödgult, orange, brunröd och brunviolett, varvid järnoxid bildas.